# Mistrovství Evropy v judu 1987
Mistrovství Evropy se konalo v Paříži, Francie, ve dnech 19.–22. května 1987

## Výsledky

### Muži
| Kategorie | Zlato                    | Stříbro                     | Bronz                           | Bronz                        |
| --------- | ------------------------ | --------------------------- | ------------------------------- | ---------------------------- |
| -60 kg    | Patrick Roux (FRA)       | Chazret Tleceri (URS)RUS    | Helmut Dietz (FRG)              | Neil Eckersley (GBR)         |
| -65 kg    | Jean-Pierre Hansen (FRA) | Dragomir Bečanović (YUG)MNE | Tamás Bujkó (HUN)               | Sergej Kosmynin (URS)RUS     |
| -71 kg    | Wiesław Błach (POL)      | Richard Mélillo (FRA)       | Steffen Stranz (FRG)            | Sven Loll (GDR)              |
| -78 kg    | Bašir Varajev (URS)RUS   | Jean-Michel Berthet (FRA)   | Andrzej Sadej (POL)             | Peter Reiter (AUT)           |
| -86 kg    | Fabien Canu (FRA)        | Densign White (GBR)         | Peter Seisenbacher (AUT)        | Viktor Poddubnyj (URS)RUS    |
| -95 kg    | Koba Kurtanydze (URS)GEO | Roger Vachon (FRA)          | Marc Meiling (FRG)              | Robert Van de Walle (BEL)    |
| +95 kg    | Mihai Cioc (ROU)         | Clemens Jehle (SUI)         | Alexander von der Groeben (FRG) | Akaki Kibordzalidze (URS)GEO |

### Ženy
| Kategorie | Zlato                          | Stříbro                    | Bronz                       | Bronz                         |
| --------- | ------------------------------ | -------------------------- | --------------------------- | ----------------------------- |
| -48 kg    | Karen Briggsová (GBR)          | Anna Chodakowská (POL)     | Anita van der Pasová (NED)  | Martine Dupondová (FRA)       |
| -52 kg    | Dominique Brunová (FRA)        | Edith Hrovatová (AUT)      | Sharon Rendleová (GBR)      | Alessandra Giungiová (ITA)    |
| -56 kg    | Catherine Arnaudová (FRA)      | Ann Hughesová (GBR)        | Maria Gontowiczová (POL)    | Regina Philipsová (FRG)       |
| -61 kg    | Bogusława Olechnowiczová (POL) | Chita Grossová (NED)       | Gabi Ritschelová (FRG)      | Diane Bellová (GBR)           |
| -66 kg    | Chantal Hanová (NED)           | Karin Krügerová (FRG)      | Jolanta Adamczyková (POL)   | Michèle Lionnetová (FRA)      |
| -72 kg    | Irene de Koková (NED)          | Ingrid Berghmansová (BEL)  | Stefania Drzewickaová (POL) | Annamaria Colagrossiová (ITA) |
| +72 kg    | Isabelle Paqueová (FRA)        | Angelique Serieseová (NED) | Karin Kutzová (FRG)         | Ángela Medinaová (ESP)        |